# Bayer 04 Leverkusen Fußball 2002-2003
Questa voce raccoglie le informazioni riguardanti il Bayer 04 Leverkusen Fußball nelle competizioni ufficiali della stagione 2002-2003.

## Stagione
Nella stagione 2002-2003, il Bayer Leverkusen si è classificato al quindicesimo posto in Bundesliga, a quattro punti dalla retrocessione. 
In Champions League ha raggiunto la seconda fase a gironi che ha terminato con 0 punti in 6 gare.
È stato inoltre semifinalista di Coppa di Germania perdendo contro il Bayern München poi vincitore.
Vennero convocati per la Confederation Cup del 2003: Lúcio e Juan per il Brasile; Yıldıray Baştürk per la Turchia e Frankie Hejduk per gli Stati Uniti.

## Maglie e sponsor
Lo sponsor che compare sulle maglie della società è RWE, società di fornitura energetica.
Lo sponsor tecnico è il marchio Tedesco Adidas.
|  | Casa Maglia |  | Casa Alternativa |  | Trasferta Maglia |  | Terza Maglia |

## Rosa
| N. |                      | Ruolo | Calciatore         |
| -- | -------------------- | ----- | ------------------ |
| 1  | Germania (bandiera)  | P     | Hans-Jörg Butt     |
| 2  | Germania (bandiera)  | C     | Christoph Preuß    |
| 3  | Brasile (bandiera)   | D     | Lúcio              |
| 4  | Brasile (bandiera)   | D     | Juan               |
| 5  | Germania (bandiera)  | D     | Jens Nowotny       |
| 6  | Croazia (bandiera)   | D     | Boris Živković     |
| 8  | Rep. Ceca (bandiera) | C     | Jan Šimák          |
| 9  | Germania (bandiera)  | A     | Ulf Kirsten        |
| 10 | Turchia (bandiera)   | C     | Yıldıray Baştürk   |
| 11 | Brasile (bandiera)   | A     | França             |
| 12 | Bulgaria (bandiera)  | A     | Dimităr Berbatov   |
| 13 | Germania (bandiera)  | C     | Daniel Bierofka    |
| 14 | Germania (bandiera)  | C     | Hanno Balitsch     |
| 15 | Croazia (bandiera)   | C     | Jurica Vranješ     |
| 16 | Germania (bandiera)  | C     | Ioannis Masmanidis |
| 17 | Nigeria (bandiera)   | C     | Pascal Ojigwe      |
| 19 | Croazia (bandiera)   | C     | Marko Babić        |

| N. |                                 | Ruolo | Calciatore                 |
| -- | ------------------------------- | ----- | -------------------------- |
| 20 | Australia (bandiera)            | P     | Frank Juric                |
| 21 | Polonia (bandiera)              | D     | Radosław Kałużny           |
| 23 | Germania (bandiera)             | A     | Thomas Brdarić             |
| 25 | Germania (bandiera)             | C     | Bernd Schneider            |
| 26 | Germania (bandiera)             | C     | Zoltán Sebescen            |
| 27 | Germania (bandiera)             | A     | Oliver Neuville            |
| 28 | Germania (bandiera)             | C     | Carsten Ramelow            |
| 29 | Germania (bandiera)             | D     | Jan-Ingwer Callsen-Bracker |
| 31 | Germania (bandiera)             | P     | Tom Starke                 |
| 32 | Germania (bandiera)             | P     | Maurice Gillen             |
| 33 | Bosnia ed Erzegovina (bandiera) | C     | Anel Džaka                 |
| 34 | Turchia (bandiera)              | C     | Hüzeyfe Dogan              |
| 35 | Argentina (bandiera)            | D     | Diego Placente             |
| 46 | Croazia (bandiera)              | D     | Mile Božić                 |
| 47 | Germania (bandiera)             | D     | Thomas Kleine              |
| 51 | Marocco (bandiera)              | D     | Nasir El Kasmi             |
| 57 | Germania (bandiera)             | A     | Sebastian Schoof           |

## Organigramma societario
Area tecnica
- Allenatore: Klaus Augenthaler
- Allenatore in seconda: Peter Hermann, Ralf Minge
- Preparatore dei portieri: Toni Schumacher
- Preparatori atletici:

## Calciomercato

### Sessione estiva
| Acquisti | Acquisti           | Acquisti                    | Acquisti |
| R.       | Nome               | da                          | Modalità |
| -------- | ------------------ | --------------------------- | -------- |
| C        | Hanno Balitsch     | Colonia                     |          |
| C        | Daniel Bierofka    | Monaco 1860                 |          |
| A        | França             | San Paolo                   |          |
| D        | Juan               | Flamengo                    |          |
| C        | Ioannis Masmanidis | Bayer Leverkusen (juniores) |          |
| C        | Christoph Preuß    | Eintracht Francoforte       |          |
| C        | Jan Šimák          | Hannover 96                 |          |

| Cessioni | Cessioni           | Cessioni       | Cessioni |
| R.       | Nome               | da             | Modalità |
| -------- | ------------------ | -------------- | -------- |
| D        | Emanuel Pogatetz   | Aarau          |          |
| C        | Frankie Hejduk     | San Gallo      |          |
| C        | Michael Ballack    | Bayern Monaco  |          |
| C        | Thorsten Burkhardt | Greuther Fürth |          |
| C        | Marquinhos         | Flamengo       |          |
| C        | Zé Roberto         | Bayern Monaco  |          |
| D        | Michael Zepek      | LR Ahlen       |          |

### Sessione invernale
| Acquisti | Acquisti         | Acquisti        | Acquisti |
| R.       | Nome             | da              | Modalità |
| -------- | ---------------- | --------------- | -------- |
| D        | Radosław Kałużny | Energie Cottbus |          |
| D        | Cris             | Cruzeiro        |          |

| Cessioni | Cessioni | Cessioni | Cessioni |
| R.       | Nome     | da       | Modalità |
| -------- | -------- | -------- | -------- |

## Risultati

### Bundesliga

#### Girone di andata
| Arbitro: | Fleischer |

|           |           |           |
| Sebők 79’ | Marcatori | 64’ Šimák |

| Arbitro: | Wack |

|              |           |            |
| Placente 23’ | Marcatori | 61’ Koller |

| Arbitro: | Albrecht |

|                      |           |                                                          |
| Šimák 10’ França 75’ | Marcatori | 13’ Guðjónsson 33’ Wosz 43’ Fahrenhorst 60’ Christiansen |

| Arbitro: | Strampe |

|            |           |                                           |
| Kientz 74’ | Marcatori | 5’ Neuville 22’ Brdarić 87’ (aut.) Wimmer |

| Arbitro: | Keßler |

|             |           |                             |
| Baştürk 11’ | Marcatori | 42’, 80’ Bobic 83’ Idrissou |

| Arbitro: | Stark |

|                                       |           |                                 |
| Ailton 25’ (rig.) Charisteas 27’, 31’ | Marcatori | 11’ Brdarić 41’ (aut.) Stalteri |

| Arbitro: | Krug |

|                       |           |                  |
| Lúcio 8’ Bierofka 63’ | Marcatori | 89’ Salihamidžić |

| Arbitro: | Sippel |

|                        |           |  |
| Marić 6’ Effenberg 74’ | Marcatori |  |

| Arbitro: | Kemmling |

|             |           |  |
| Brdarić 19’ | Marcatori |  |

| Arbitro: | Kircher |

|               |           |          |
| Friedrich 20’ | Marcatori | 54’ Juan |

| Arbitro: | Stark |

|  |           |             |
|  | Marcatori | 19’ Meißner |

| Arbitro: | Wack |

|  |           |                      |
|  | Marcatori | 90’ (rig.) Schneider |

| Arbitro: | Gagelmann |

|                   |           |                         |
| Bierofka 29’, 86’ | Marcatori | 25’ Demo 71’ Korzynietz |

| Arbitro: | Fandel |

|                     |           |                          |
| Wichniarek 26’, 85’ | Marcatori | 17’ Brdarić 69’ Živković |

| Arbitro: | Keßler |

|                          |           |                            |
| Balitsch 11’ Baştürk 21’ | Marcatori | 3’, 52’ Romeo 76’ Barbarez |

| Arbitro: | Merk |

|  |           |                                       |
|  | Marcatori | 9’ Bierofka 51’ Berbatov 89’ Neuville |

| Arbitro: | Kinhöfer |

|  |           |                      |
|  | Marcatori | 58’ Ćirić 88’ Junior |

#### Girone di ritorno
| Arbitro: | Stark |

|  |           |                                      |
|  | Marcatori | 15’ Gebhardt 32’ Topić 85’ Juskowiak |

| Arbitro: | Fröhlich |

|                        |           |  |
| Ewerthon 3’ Koller 26’ | Marcatori |  |

| Arbitro: | Steinborn |

|                    |           |           |
| Hashemian 68’, 84’ | Marcatori | 78’ Babić |

| Arbitro: | Albrecht |

|           |           |                |
| Babić 38’ | Marcatori | 35’, 41’ Salou |

| Arbitro: | Kircher |

|             |           |                      |
| Popescu 14’ | Marcatori | 80’ Schoof 90’ Šimák |

| Arbitro: | Krug |

|                                  |           |  |
| Bierofka 11’ Schoof 50’ Juan 61’ | Marcatori |  |

| Arbitro: | Fandel |

|                           |           |  |
| Pizarro 2’ Élber 22’, 75’ | Marcatori |  |

| Arbitro: | Fleischer |

|             |           |           |
| Ramelow 68’ | Marcatori | 81’ Marić |

| Arbitro: | Wack |

|           |           |  |
| Klose 40’ | Marcatori |  |

| Arbitro: | Merk |

|                                                 |           |            |
| Butt 14’ (rig.) Schneider 32’ Neuville 41’, 69’ | Marcatori | 76’ Preetz |

| Arbitro: | Keßler |

|                                  |           |  |
| Amanatidīs 9’ Hleb 17’ Ganea 51’ | Marcatori |  |

| Arbitro: | Kircher |

|             |           |                                |
| Berbatov 9’ | Marcatori | 12’ Böhme 61’ Sand 90’ Asamoah |

| Arbitro: | Steinborn |

|                    |           |                           |
| Demo 6’ Skoubo 89’ | Marcatori | 17’ Bierofka 48’ Berbatov |

| Arbitro: | Weiner |

|                             |           |                      |
| Lúcio 38’, 69’ Balitsch 71’ | Marcatori | 34’ (rig.) Brinkmann |

| Arbitro: | Krug |

|                                                |           |              |
| Barbarez 18’ Romeo 55’ Meijer 90’ Jacobsen 90’ | Marcatori | 88’ Balitsch |

| Arbitro: | Kemmling |

|                                    |           |  |
| Bierofka 8’ Berbatov 44’ Babić 48’ | Marcatori |  |

| Arbitro: | Merk |

|  |           |             |
|  | Marcatori | 36’ Baştürk |

### Coppa di Germania
| Arbitro: | Fandel |

|  |           |           |
|  | Marcatori | 24’ Lúcio |

| Arbitro: | Merk |

|                                |           |  |
| Sebescen 46’ Bierofka 62’, 82’ | Marcatori |  |

| Arbitro: | Perl |

|                                 |           |                 |
| França 44’ Schneider 75’ (rig.) | Marcatori | 50’ Plassnegger |

| Arbitro: | Meyer |

|                                           |                      |                                           |
| Vaccaro 46’ Šukalo 63’                    | Marcatori            | 19’ França 49’ Ramelow                    |
| Grassow Copado Vaccaro Strehmel Omodiagbe | Tiri di rigore 4 – 5 | Schneider Neuville Berbatov Bierofka Butt |

| Arbitro: | Steinborn |

|                            |           |             |
| Ballack 31’ Élber 57’, 58’ | Marcatori | 52’ Ramelow |

### Coppa di Lega
| Arbitro: | Koop |

|              |           |  |
| Sebescen 63’ | Marcatori |  |

| Arbitro: | Kemmling |

|                              |           |  |
| Wałdoch 20’ Hajto 76’ (rig.) | Marcatori |  |

### Champions League

#### Fase a gironi
| Arbitro: | Ibáñez |

|                                                                                   |           |                           |
| Kleine 27’ (aut.) Giannakopoulos 38’ Đorđević 44’, 64’ (rig.), 73’ Zetterberg 88’ | Marcatori | 22’, 78’ (rig.) Schneider |

| Arbitro: | Wegereef |

|              |           |                          |
| Berbatov 52’ | Marcatori | 31’, 44’ van Nistelrooij |

| Arbitro: | Granat |

|  |           |                |
|  | Marcatori | 31’, 64’ Babić |

| Arbitro: | Poulat |

|                    |           |             |
| Babić 45’ Juan 67’ | Marcatori | 53’ Pralija |

| Arbitro: | Trentalange |

|                               |           |  |
| Juan 14’ Schneider 90’ (rig.) | Marcatori |  |

| Arbitro: | Hriňák |

|                               |           |  |
| Verón 42’ van Nistelrooij 69’ | Marcatori |  |

#### Seconda fase a gironi
| Arbitro: | Vassaras |

|              |           |                          |
| Berbatov 39’ | Marcatori | 48’ Saviola 88’ Overmars |

| Arbitro: | Dallas |

|                                    |           |                         |
| Di Biagio 15’, 27’ Butt 81’ (aut.) | Marcatori | 63’ Živković 90’ França |

| Arbitro: | Hauge |

|            |           |                           |
| França 26’ | Marcatori | 6’, 15’ Ameobi 32’ LuaLua |

| Arbitro: | Larsen |

|                             |           |           |
| Shearer 5’, 11’, 36’ (rig.) | Marcatori | 73’ Babić |

| Arbitro: | Bré |

|                               |           |  |
| Saviola 17’ Kleine 50’ (aut.) | Marcatori |  |

| Arbitro: | Ivanov |

|  |           |                           |
|  | Marcatori | 36’ Martins 90’ Belözoğlu |

## Statistiche

### Statistiche di squadra
| Competizione      | Punti | In casa | In casa | In casa | In casa | In casa | In casa | In trasferta | In trasferta | In trasferta | In trasferta | In trasferta | In trasferta | Totale | Totale | Totale | Totale | Totale | Totale | DR  |
| Competizione      | Punti | G       | V       | N       | P       | Gf      | Gs      | G            | V            | N            | P            | Gf           | Gs           | G      | V      | N      | P      | Gf     | Gs     | DR  |
| ----------------- | ----- | ------- | ------- | ------- | ------- | ------- | ------- | ------------ | ------------ | ------------ | ------------ | ------------ | ------------ | ------ | ------ | ------ | ------ | ------ | ------ | --- |
| Bundesliga        | 40    | 17      | 6       | 3       | 8       | 27      | 28      | 17           | 5            | 4            | 8            | 20           | 28           | 34     | 11     | 7      | 16     | 47     | 56     | -9  |
| Coppa di Germania | -     | 2       | 2       | 0       | 0       | 5       | 1       | 3            | 1            | 1            | 1            | 4            | 5            | 5      | 3      | 1      | 1      | 9      | 6      | +3  |
| Coppa di Lega     | -     | 1       | 1       | 0       | 0       | 1       | 0       | 1            | 0            | 0            | 1            | 0            | 2            | 2      | 1      | 0      | 1      | 1      | 2      | -1  |
| Champions League  | -     | 6       | 2       | 0       | 4       | 7       | 10      | 6            | 1            | 0            | 5            | 7            | 16           | 12     | 3      | 0      | 9      | 14     | 26     | -12 |
| Totale            | 40    | 26      | 11      | 3       | 12      | 40      | 39      | 27           | 7            | 5            | 15           | 31           | 51           | 53     | 18     | 8      | 27     | 71     | 90     | -19 |

### Andamento in campionato
| Giornata  | 1 | 2  | 3  | 4  | 5  | 6  | 7  | 8  | 9  | 10 | 11 | 12 | 13 | 14 | 15 | 16 | 17 | 18 | 19 | 20 | 21 | 22 | 23 | 24 | 25 | 26 | 27 | 28 | 29 | 30 | 31 | 32 | 33 | 34 |
| --------- | - | -- | -- | -- | -- | -- | -- | -- | -- | -- | -- | -- | -- | -- | -- | -- | -- | -- | -- | -- | -- | -- | -- | -- | -- | -- | -- | -- | -- | -- | -- | -- | -- | -- |
| Luogo     | T | C  | C  | T  | C  | T  | C  | T  | C  | T  | C  | T  | C  | T  | C  | T  | C  | C  | T  | T  | C  | T  | C  | T  | C  | T  | C  | T  | C  | T  | C  | T  | C  | T  |
| Risultato | N | N  | P  | V  | P  | P  | V  | P  | V  | N  | P  | V  | N  | N  | P  | V  | P  | P  | P  | P  | P  | V  | V  | P  | N  | P  | V  | P  | P  | N  | V  | P  | V  | V  |
| Posizione | 8 | 12 | 14 | 11 | 13 | 15 | 14 | 15 | 13 | 12 | 14 | 12 | 11 | 11 | 13 | 12 | 14 | 14 | 15 | 16 | 16 | 14 | 12 | 15 | 15 | 17 | 15 | 16 | 16 | 16 | 16 | 16 | 15 | 15 |

Legenda:

Luogo: C = Casa; T = Trasferta. Risultato: V = Vittoria; N = Pareggio; P = Sconfitta.

### Statistiche dei giocatori
| Giocatore          | Bundesliga | Bundesliga | Bundesliga  | Bundesliga | Coppa di Germania | Coppa di Germania | Coppa di Germania | Coppa di Germania | Coppa di Lega | Coppa di Lega | Coppa di Lega | Coppa di Lega | Champions League | Champions League | Champions League | Champions League | Totale   | Totale | Totale      | Totale     |
| Giocatore          | Presenze   | Reti       | Ammonizioni | Espulsioni | Presenze          | Reti              | Ammonizioni       | Espulsioni        | Presenze      | Reti          | Ammonizioni   | Espulsioni    | Presenze         | Reti             | Ammonizioni      | Espulsioni       | Presenze | Reti   | Ammonizioni | Espulsioni |
| ------------------ | ---------- | ---------- | ----------- | ---------- | ----------------- | ----------------- | ----------------- | ----------------- | ------------- | ------------- | ------------- | ------------- | ---------------- | ---------------- | ---------------- | ---------------- | -------- | ------ | ----------- | ---------- |
| M. Babić           | 25         | 3          | 3           | 0          | 3                 | 0                 | 0                 | 0                 | 1             | 0             | 0             | 0             | 8                | 4                | 0                | 0                | 37       | 7      | 3           | 0          |
| H. Balitsch        | 30         | 3          | 7           | 0          | 4                 | 0                 | 0                 | 0                 | 2             | 0             | 1             | 0             | 9                | 0                | 3                | 0                | 45       | 3      | 11          | 0          |
| Y. Baştürk         | 26         | 3          | 4           | 1          | 4                 | 0                 | 0                 | 0                 | 0             | 0             | 0             | 0             | 11               | 0                | 4                | 0                | 41       | 3      | 8           | 1          |
| D. Berbatov        | 24         | 4          | 3           | 1          | 2                 | 0                 | 0                 | 0                 | 1             | 0             | 0             | 0             | 7                | 2                | 0                | 0                | 34       | 6      | 3           | 1          |
| D. Bierofka        | 30         | 7          | 3           | 0          | 5                 | 2                 | 0                 | 0                 | 2             | 0             | 0             | 0             | 5                | 0                | 0                | 0                | 42       | 9      | 3           | 0          |
| M. Božić           | 0          | 0          | 0           | 0          | 0                 | 0                 | 0                 | 0                 | 0             | 0             | 0             | 0             | 0                | 0                | 0                | 0                | 0        | 0      | 0           | 0          |
| T. Brdarić         | 16         | 4          | 2           | 1          | 2                 | 0                 | 1                 | 0                 | 2             | 0             | 0             | 0             | 11               | 0                | 1                | 0                | 31       | 4      | 4           | 1          |
| H. Butt            | 33         | 1          | 1           | 0          | 4                 | 0                 | 0                 | 0                 | 0             | 0             | 0             | 0             | 10               | 0                | 1                | 0                | 47       | 1      | 2           | 0          |
| J. Callsen-Bracker | 0          | 0          | 0           | 0          | 0                 | 0                 | 0                 | 0                 | 0             | 0             | 0             | 0             | 1                | 0                | 0                | 0                | 1        | 0      | 0           | 0          |
| C. Cris            | 2          | 0          | 0           | 0          | 1                 | 0                 | 0                 | 0                 | 0             | 0             | 0             | 0             | 4                | 0                | 2                | 0                | 7        | 0      | 2           | 0          |
| H. Dogan           | 0          | 0          | 0           | 0          | 0                 | 0                 | 0                 | 0                 | 0             | 0             | 0             | 0             | 2                | 0                | 0                | 0                | 2        | 0      | 0           | 0          |
| A. Džaka           | 1          | 0          | 0           | 0          | 0                 | 0                 | 0                 | 0                 | 1             | 0             | 0             | 0             | 0                | 0                | 0                | 0                | 2        | 0      | 0           | 0          |
| F. França          | 16         | 1          | 0           | 0          | 4                 | 2                 | 0                 | 0                 | 1             | 0             | 0             | 0             | 8                | 2                | 0                | 0                | 29       | 5      | 0           | 0          |
| M. Gillen          | 0          | 0          | 0           | 0          | 0                 | 0                 | 0                 | 0                 | 0             | 0             | 0             | 0             | 0                | 0                | 0                | 0                | 0        | 0      | 0           | 0          |
| F. Hejduk          | 0          | 0          | 0           | 0          | 0                 | 0                 | 0                 | 0                 | 1             | 0             | 0             | 0             | 0                | 0                | 0                | 0                | 1        | 0      | 0           | 0          |
| J. Juan            | 24         | 2          | 4           | 0          | 4                 | 0                 | 1                 | 0                 | 2             | 0             | 0             | 0             | 3                | 2                | 0                | 0                | 33       | 4      | 5           | 0          |
| F. Juric           | 1          | 0          | 0           | 0          | 1                 | 0                 | 1                 | 0                 | 2             | 0             | 0             | 0             | 2                | 0                | 0                | 0                | 6        | 0      | 1           | 0          |
| N. Kasmi           | 0          | 0          | 0           | 0          | 0                 | 0                 | 0                 | 0                 | 1             | 0             | 0             | 0             | 0                | 0                | 0                | 0                | 1        | 0      | 0           | 0          |
| R. Kałużny         | 4          | 0          | 0           | 0          | 1                 | 0                 | 0                 | 0                 | 0             | 0             | 0             | 0             | 4                | 0                | 1                | 0                | 9        | 0      | 1           | 0          |
| U. Kirsten         | 3          | 0          | 0           | 0          | 1                 | 0                 | 0                 | 0                 | 1             | 0             | 0             | 0             | 0                | 0                | 0                | 0                | 5        | 0      | 0           | 0          |
| T. Kleine          | 6          | 0          | 0           | 0          | 0                 | 0                 | 0                 | 0                 | 2             | 0             | 1             | 0             | 7                | 0                | 3                | 0                | 15       | 0      | 4           | 0          |
| L. Lúcio           | 21         | 3          | 4           | 0          | 1                 | 1                 | 0                 | 0                 | 0             | 0             | 0             | 0             | 6                | 0                | 0                | 0                | 28       | 4      | 4           | 0          |
| I. Masmanidis      | 0          | 0          | 0           | 0          | 0                 | 0                 | 0                 | 0                 | 0             | 0             | 0             | 0             | 0                | 0                | 0                | 0                | 0        | 0      | 0           | 0          |
| O. Neuville        | 33         | 4          | 5           | 0          | 5                 | 0                 | 0                 | 0                 | 0             | 0             | 0             | 0             | 10               | 0                | 1                | 0                | 48       | 4      | 6           | 0          |
| J. Nowotny         | 1          | 0          | 0           | 0          | 0                 | 0                 | 0                 | 0                 | 0             | 0             | 0             | 0             | 0                | 0                | 0                | 0                | 1        | 0      | 0           | 0          |
| P. Ojigwe          | 16         | 0          | 2           | 0          | 4                 | 0                 | 0                 | 0                 | 0             | 0             | 0             | 0             | 7                | 0                | 1                | 0                | 27       | 0      | 3           | 0          |
| D. Placente        | 23         | 1          | 8           | 1          | 4                 | 0                 | 0                 | 0                 | 2             | 0             | 0             | 0             | 6                | 0                | 2                | 0                | 35       | 1      | 10          | 1          |
| E. Pogatetz        | 0          | 0          | 0           | 0          | 0                 | 0                 | 0                 | 0                 | 0             | 0             | 0             | 0             | 0                | 0                | 0                | 0                | 0        | 0      | 0           | 0          |
| C. Preuß           | 4          | 0          | 0           | 0          | 0                 | 0                 | 0                 | 0                 | 0             | 0             | 0             | 0             | 3                | 0                | 0                | 0                | 7        | 0      | 0           | 0          |
| C. Ramelow         | 32         | 1          | 7           | 0          | 5                 | 2                 | 0                 | 0                 | 0             | 0             | 0             | 0             | 9                | 0                | 1                | 0                | 46       | 3      | 8           | 0          |
| B. Schneider       | 28         | 2          | 8           | 1          | 5                 | 1                 | 0                 | 0                 | 0             | 0             | 0             | 0             | 10               | 3                | 1                | 0                | 43       | 6      | 9           | 1          |
| S. Schoof          | 7          | 2          | 0           | 0          | 0                 | 0                 | 0                 | 0                 | 0             | 0             | 0             | 0             | 0                | 0                | 0                | 0                | 7        | 2      | 0           | 0          |
| Z. Sebescen        | 7          | 0          | 1           | 0          | 1                 | 1                 | 0                 | 0                 | 2             | 1             | 1             | 0             | 2                | 0                | 1                | 0                | 12       | 2      | 3           | 0          |
| T. Starke          | 0          | 0          | 0           | 0          | 0                 | 0                 | 0                 | 0                 | 0             | 0             | 0             | 0             | 0                | 0                | 0                | 0                | 0        | 0      | 0           | 0          |
| J. Vranješ         | 4          | 0          | 1           | 0          | 0                 | 0                 | 0                 | 0                 | 2             | 0             | 0             | 0             | 2                | 0                | 0                | 0                | 8        | 0      | 1           | 0          |
| J. Šimák           | 22         | 3          | 3           | 0          | 3                 | 0                 | 0                 | 0                 | 2             | 0             | 0             | 0             | 11               | 0                | 1                | 0                | 38       | 3      | 4           | 0          |
| B. Živković        | 30         | 1          | 9           | 1          | 5                 | 0                 | 2                 | 0                 | 0             | 0             | 0             | 0             | 8                | 1                | 0                | 0                | 43       | 2      | 11          | 1          |